# Luchthaven Mersa Matruh
Luchthaven Mersa Matruh (IATA: MUH, ICAO: HEMM) is een luchthaven in Mersa Matruh, Egypte.
De luchthaven bediende 50.074 passagiers in 2007.

## Bestemmingen
Er wordt vanaf Mersa Matruh alleen binnenlands gevlogen:
- Binnenlands: Caïro (EgyptAir Express)